# Bastone da conteggio

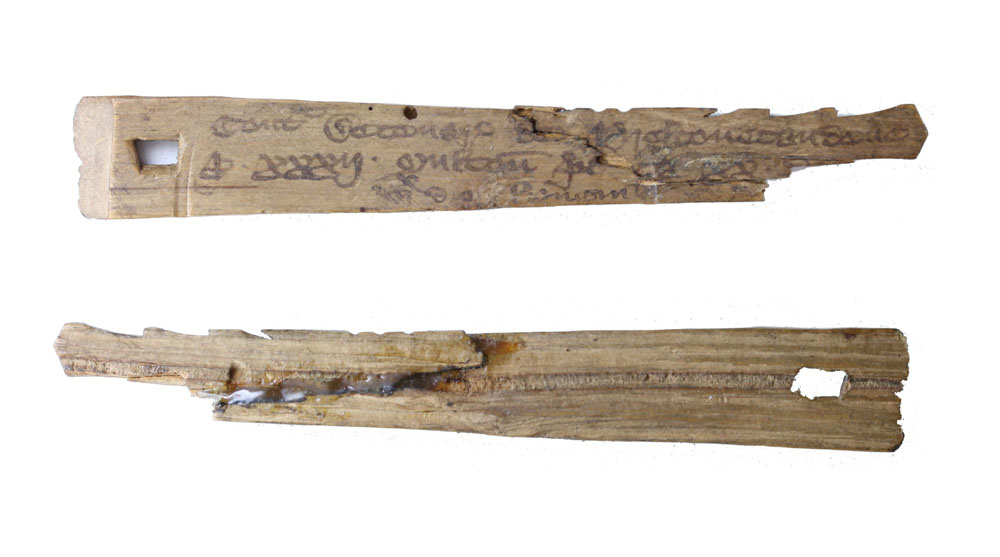
Bastone da conteggio medievale inglese (recto e verso), dentellato e inciso per registrare un debito nei confronti del decano rurale di Preston Candover, Hampshire, di una decima di 20 d ciascuno su 32 pecore, per un importo totale di £ 2 13s. 4d.

Un bastone da conteggio o taglia (tally in lingua inglese) era un antico dispositivo di supporto della memoria utilizzato per registrare e documentare numeri, quantità o persino messaggi. Bastoni da conteggio compaiono inizialmente come ossa di animali scolpite con intagli durante il Paleolitico superiore: es. notevole è il c.d. "osso di Ishango" . Riferimenti storici sono forniti da Plinio il Vecchio (23–79 d.C.) che consiglia sulla migliore tipologia di legno da utilizzare per realizzare i bastoni da conteggio e da Marco Polo (1254-1324) che ne menziona l'uso del conteggio in Cina. I bastoni da conteggio sono stati usati per numerosi scopi come la messaggistica e la programmazione, e specialmente nelle transazioni finanziarie e legali, fino al punto di divenire un tipo di valuta.

## Descrizione
Questo rudimentale strumento atto a regolare la contabilità e le obbligazioni fra due persone, rimasto in uso tra le popolazioni del Sud Italia ancora fino agli anni '70, era spesso costituito da un bastone di legno cilindrico, di pochi centimetri di diametro e di circa 25 centimetri di lunghezza, diviso in due metà lungo l'asse più lungo. Sul bastone temporaneamente ricostituito tenendo unite le due metà, le parti coinvolte - ad es. padrone/salariato o negoziante/cliente - incidevano segni convenzionali come croci, linee, o secondo alcuni numeri romani, per tener di conto di animali o derrate alimentari. Ad ognuno rimaneva poi una sola parte del bastone sul quale, di volta in volta, riunendo le due metà e facendole combaciare, venivano apportate le modifiche del caso. Se necessario, i segni precedenti potevano essere cancellati, anche solo da un tratto di coltello, per ricominciare con altre incisioni e nuovi conteggi.